# 2021년 영화
다음은 2021년 영화에 대한 정보이다. 이 해에 개봉된 영화와 주요 박스오피스, 영화제 등을 기재한다.

## 박스오피스
2021년 내에 개봉된 영화를 대상으로 한 전 세계 박스오피스 순위는 다음과 같다.
| 순위 | 제목                       | 배급사               | 전 세계 수익   |
| ---- | -------------------------- | -------------------- | -------------- |
| 1    | 스파이더맨: 노 웨이 홈     | 소니                 | $1,544,455,963 |
| 2    | 장진호                     | 화하영화발행회사     | $902,540,914   |
| 3    | 안녕, 엄마                 | 리안 레이 픽처스     | $841,674,419   |
| 4    | 007 노 타임 투 다이        | MGM / 유니버설       | $774,034,007   |
| 5    | 분노의 질주: 더 얼티메이트 | 유니버설             | $726,229,501   |
| 6    | 당인가탐안 3               | 완다 픽처스          | $706,084,069   |
| 7    | 베놈 2: 렛 데어 비 카니지  | 소니                 | $501,138,437   |
| 8    | 고질라 VS. 콩              | 워너 브라더스 / 도호 | $467,863,133   |
| 9    | 샹치와 텐 링즈의 전설      | 디즈니               | $432,233,010   |
| 10   | 이터널스                   | 디즈니               | $401,842,256   |

## 이벤트
영화상
- 2월 9일 : 제41회 청룡영화제
- 2월 28일 : 제78회 골든 글로브상
- 3월 7일 : 제26회 크리틱스 초이스 어워드
- 3월 12일 : 제46회 세자르상
- 4월 4일 : 제27회 미국 배우 조합상
- 4월 10일 ~ 11일 : 제74회 영국 아카데미 영화상
- 4월 25일 : 제93회 아카데미상
- 5월 13일 : 제57회 백상예술대상
- 11월 26일 : 제42회 청룡영화상

영화제
- 1분기
  - 1월 28일 ~ 2월 3일 : 2021 선댄스 영화제
  - 3월 1일 ~ 5일 : 제71회 베를린 국제 영화제(유럽필름마켓 등 산업 관계자 모임)
  - 3월 16일 ~ 20일 : 2021 SXSW 영화제

- 2분기
  - 4월 29일 ~ 5월 8일 : 제22회 전주국제영화제
  - 6월 9일 ~ 20일 : 제71회 베를린 국제 영화제 (대중 상영 및 시상식)
  - 6월 9일 ~ 20일 : 제20회 트라이베카 영화제

- 3분기
  - 7월 6일 ~ 17일 : 제74회 칸 국제 영화제
  - 7월 8일 ~ 18일 : 제25회 부천국제판타스틱영화제
  - 9월 1일 ~ 11일 : 제78회 베네치아 국제 영화제
  - 9월 2일 ~ 6일 : 제48회 텔류라이드 영화제
  - 9월 9일 ~ 18일 : 제46회 토론토 국제 영화제
  - 9월 24일 ~ 10월 10일 : 제59회 뉴욕 영화제

- 4분기
  - 10월 6일 ~ 15일 : 제26회 부산국제영화제
  - 10월 6일 ~ 17일 : 제65회 BFI 런던 영화제
  - 10월 30일 ~ 11월 8일 : 제34회 도쿄국제영화제
  - 11월 10일 ~ 14일 : 2021 AFI 페스트

## 2021년 개봉작

### 외국 영화
국내 영화가 아닌 수입 영화들의 목록이다. 개봉일은 역시 대한민국 기준이며, 대한민국 내에서 개봉한 영화들만을 다룬다. 국내 개봉과 상관없이 전세계에서 2021년에 개봉된 영화를 보고 싶다면 관련 분류를 참고.

## 영화 목록
2021년 한 해 전세계에서 개봉된 모든 영화의 목록을 추렸다.
- 2021년 대한민국의 영화 목록
- 2021년 미국의 영화 목록
- 2021년 일본의 영화 목록
- 2021년 중국의 영화 목록
- 2021년 영국의 영화 목록
- 2021년 프랑스의 영화 목록